# 集宁路
集宁路，元朝时设置的路。
元仁宗前置，治所在集宁县（今内蒙古自治区乌兰察布市集宁区东南土城子）。辖境约今内蒙古自治区乌兰察布市集宁区和察哈尔右翼前旗东部地。明朝洪武中废。